# 希博滕
希博滕是挪威特罗姆斯郡斯图尔菲尤尔市镇的一个村庄。
芬兰作家、音乐家、艺术家尼尔斯-阿斯拉克·瓦尔凯亚帕曾长期在希博滕居住。